# Castillo de Curton
El castillo de Curton es una fortaleza medieval situada en Daignac, en el departamento francés de Gironda, en la región natural de Entre-deux-Mers. Está catalogado como monumento histórico, siendo actualmente un castillo vinícola.

## Ubicación
El castillo está asentado en la región de Entre-deux-Mers, 30 kilómetros al este de Burdeos, en el cantón de Coteaux de Dordogne. Se sitúa al norte de Daignac, en el límite del municipio de Tizac-de-Curton que debe su nombre a los primeros señores de Curton.

## Historia
El primer miembro de la familia Curton citado en los textos oficiales es Raimond de Curton del siglo XI. Luego aparece como señor desde principios del siglo XII. Desde finales del siglo XII, Régin de Curton parecía cercano al poder real inglés y firmó un tratado en Londres. En el siglo XIII, encontramos mención del castillo de Curton y de su señor, Amaneo de Curton.
Al comienzo de la Guerra de los Cien Años, Eduardo III de Inglaterra pidió a Arnaldo de Curton que le jurará fidelidad y defendiera Guyena contra los ataques de los franceses. En agradecimiento, le confió la jurisdicción sobre las cuatro parroquias que rodean el castillo de Curton: Daignac, Espiet, Grézillac y Tizac-de-Curton.
Posteriormente, dos de los descendientes de este señor de Curton sobresalieron: Petiton de Curton, verdadero héroe de una novela y siempre presente allí donde había que dar un golpe y Sénebrun de Curton, hijo de Arnaldo y señor de Curton, que luchó junto al Príncipe Negro.
A principios del siglo XV el señorío de Curton pasó a manos de la casa navarra de Beaumont con el matrimonio de Carlos de Beaumont y Ana de Curton. Su hijo Luis de Beaumont heredó el castillo, antes de que fuera tomado por los franceses y luego entregado a Jacques I de Chabannes de La Palice, señor de La Palice y Madic, que moriría allí a causa de las heridas recibidas en la batalla de Castillon.
El señorío de Curton permaneció en la familia Chabannes de la Palice, cuyos miembros se distinguieron más o menos. En 1563, la baronía de Curton fue elevada a marquesado, en favor de François de Chabannes.
El castillo, confiscado durante la Revolución, fue vendido como propiedad nacional al ciudadano Rabeau y se ha transmitido desde esta época mediante sucesivas ventas y alianzas.

## Arte
El «yacente de Curton» se conservó durante mucho tiempo en el parque del castillo de Tustal en Sadirac, antes de ser depositado en 2000 en el Museo de Aquitania en Burdeos para su estudio y restauración. El personaje representado fue potencialmente identificado gracias al león coronado que adorna su escudo: probablemente sea un señor de Curton del siglo XIII. Con su espada y escudo está vestido con su traje de combate. A sus pies, el animal, que había perdido la cabeza, debía ser un león.

El yacente de Curton
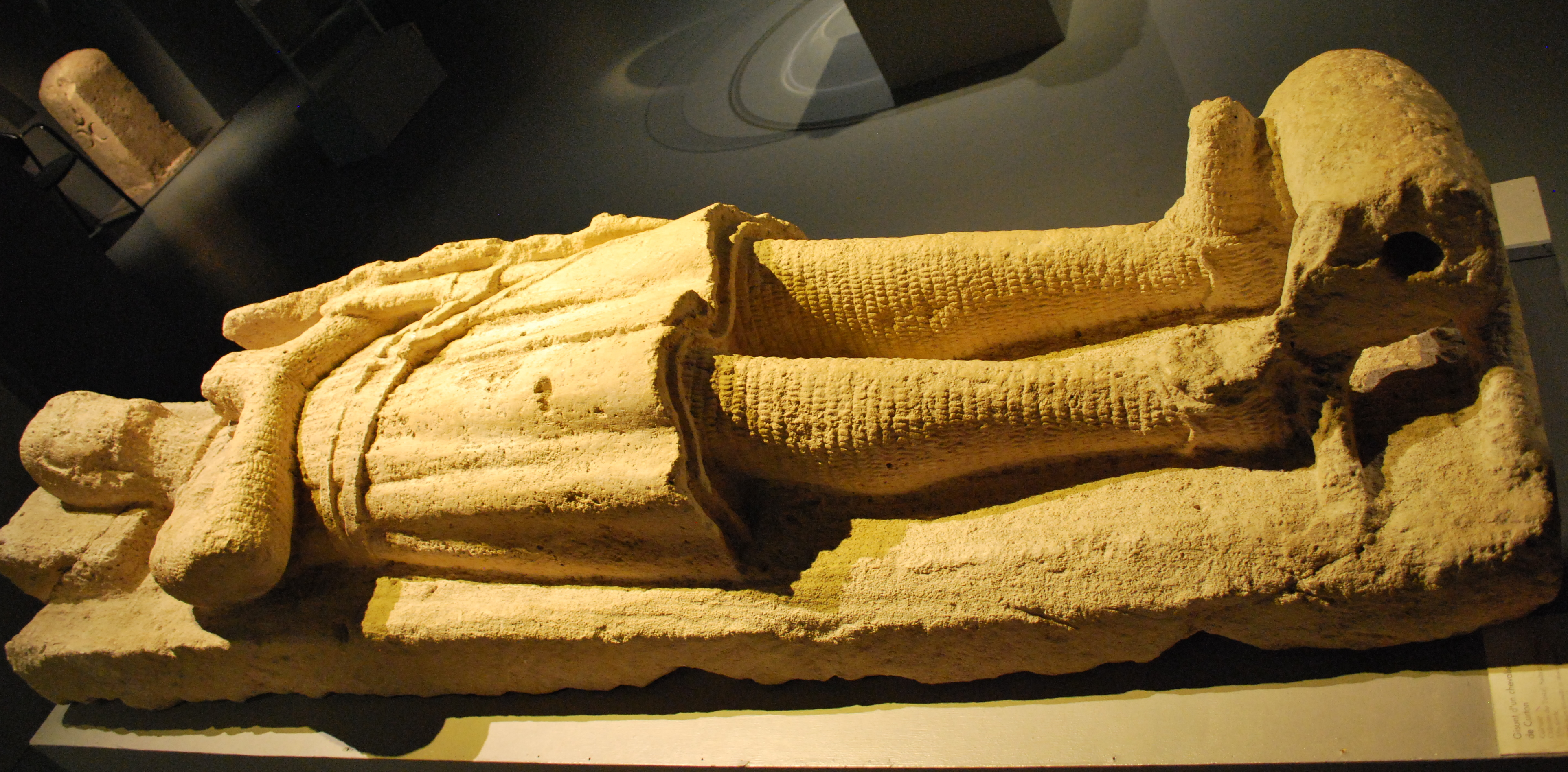
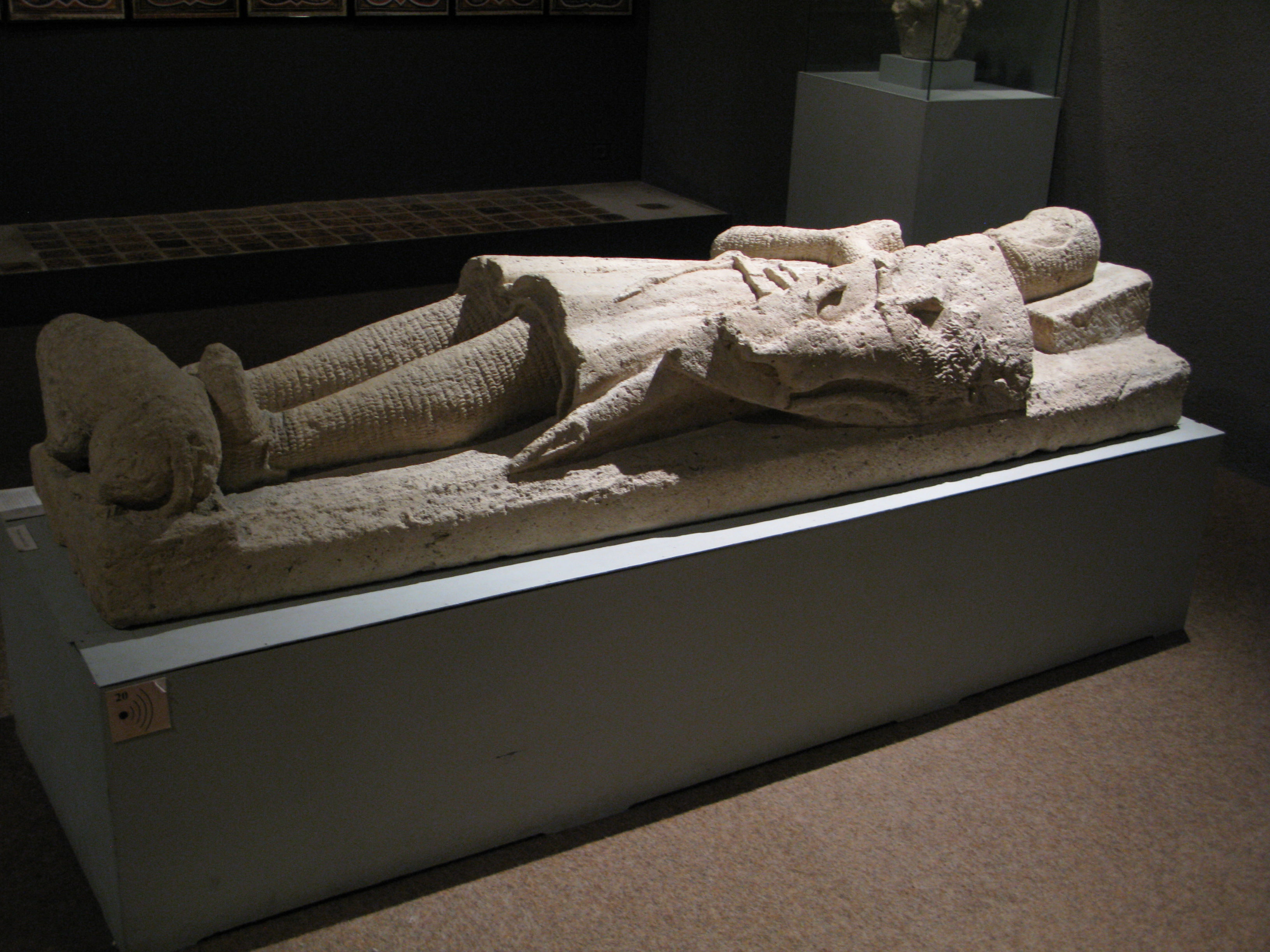

## Arquitectura
Del castillo original sólo quedan los restos de una torre del homenaje rectangular fechada en el año 1322, que tenía 35 m  de altura. Esta torre cuadrilátera estaba situada en la esquina oriental del castillo. El interior de la torre presenta tres plantas sobre la rasante y una bodega en el sótano. Lo coronaba una plataforma y los muros tenían un espesor medio de 1,40 m.
Los contrafuertes estaban colocados en diagonal sosteniendo uno de ellos la escalera ascendente de la torre, cuyo fuste era octogonal.
Cada piso estaba iluminado por una única ventana geminada de 2 m  de altura sobre 1,2 m  de anchura.

## Protección del patrimonio
Catalogado como monumento histórico por decreto del 7 de enero de 1926, es propiedad de un particular y no está abierto a los visitantes.

## Castillo vinícola
El castillo de Curton es también un castillo vinícola en el viñedo de Entre-deux-Mers. Los vinos tintos y rosados elaborados tienen la denominación AOC Bordeaux.